# Otto Freundl
Otto Freundl (* 13. November 1912 in Waldsassen; † 17. März 1982 in Bad Reichenhall) war ein deutscher Politiker (CSU).

## Leben und Beruf
Nach dem Abschluss einer kaufmännischen Lehre (1925–1928) war Otto Freundl zunächst im elterlichen Geschäft in Waldsassen tätig, bevor er als kaufmännischer Angestellter nach Freiburg im Breisgau wechselte. Seit 1928 engagierte er sich in der katholischen Jugendbewegung. Von 1937 bis 1940 war Freundl leitender Angestellter bei Radio RIM. 
1959 erhielt er den Bayerischen Verdienstorden. 1965 wurde ihm das Große Verdienstkreuz des Verdienstordens der Bundesrepublik Deutschland verliehen.

## Partei
Otto Freundl war Mitbegründer der CSU-Ortsgruppe in Waldsassen.

## Parlamentarische Arbeit
Otto Freundl war Mitglied des Bayerischen Landtags von 1946 bis 1970 (1. bis 6. Wahlperiode).

### Mitgliedschaft in Ausschüssen und Beiräten
- Wahlperiode 2 (1950–54): Stellvertretender Vorsitzender des Ausschusses für Grenzlandfragen[2].
- Wahlperiode 3 (1954–58): Vorsitzender des Ausschusses für Grenzlandfragen[3].
- Wahlperiode 4 (1958–62): Mitglied im Landesgesundheitsrat Bayern und im Beirat für Wiedergutmachung beim Landesentschädigungsamt[4].
- Wahlperiode 5 (1962–66): Mitglied im Landesgesundheitsrat[5].
- Wahlperiode 6 (1966–70): Mitglied im Ältestenrat (bis 1967) und im Beirat für Wiedergutmachung beim Landesentschädigungsamt[6].

## Öffentliche Ämter
Otto Freundl amtierte von 1946 bis 1948 und von 1966 bis 1972 als Landrat des Landkreises Tirschenreuth sowie von 1948 bis 1966 als stellvertretender Landrat.